# Alancık, Dereli
Alancık là một xã thuộc huyện Dereli, tỉnh Giresun, Thổ Nhĩ Kỳ. Dân số thời điểm năm 2011 là 476 người.